# Pas de violence entre nous
Pour plus de détails, voir Fiche technique et Distribution.
Pas de violence entre nous (Quem é Beta?) est un drame post-apocalyptique franco-brésilien réalisé par Nelson Pereira dos Santos et sorti en 1973.

## Fiche technique
- Titre français : Pas de violence entre nous
- Titre italien : Quem é Beta?[1]
- Réalisateur : Nelson Pereira dos Santos
- Scénario : Gerard Leclery, Levi Menezes, Nelson Pereira dos Santos
- Photographie : Dib Lutfi
- Montage : Carlos Alberto Camuyrano, André Delage
- Musique : Paulo, Claudio, Mauricio
- Décors : Luiz Carlos Lacerda
- Production : Ariane Lopez-Huici
- Société de production : Dahlia Film, Regina Filmes
- Pays de production :  Brésil -  France
- Langue originale : portugais
- Format : couleur par Eastmancolor - Son mono - 35 mm
- Durée : 85 minutes
- Genre : drame post-apocalyptique
- Dates de sortie :
  - France : mai 1973 (Festival de Cannes 1973)
  - Brésil : 7 août 1975

## Distribution
- Frédéric de Pasquale : Maurício
- Sylvie Fennec : Beta
- Regina Rosenburgo : Regina
- Jean-Dominique Rhule : Gama
- Noëlle Adam : la femme dans la rue
- Isabel Ribeiro
- Nildo Parente
- José Kléber
- Manfredo Colassanti